# Castello di Benešov nad Ploučnicí
Il castello di Benešov nad Ploučnicí (in ceco Benešov nad Ploučnicí zámek) si trova nella città omonima del Distretto di Děčín, Regione di Ústí nad Labem nella Repubblica Ceca.  Il complesso del castello di Benešovský è uno degli esempi più importanti del Rinascimento sassone e la sua storia inizia nel XVI secolo.

## Storia

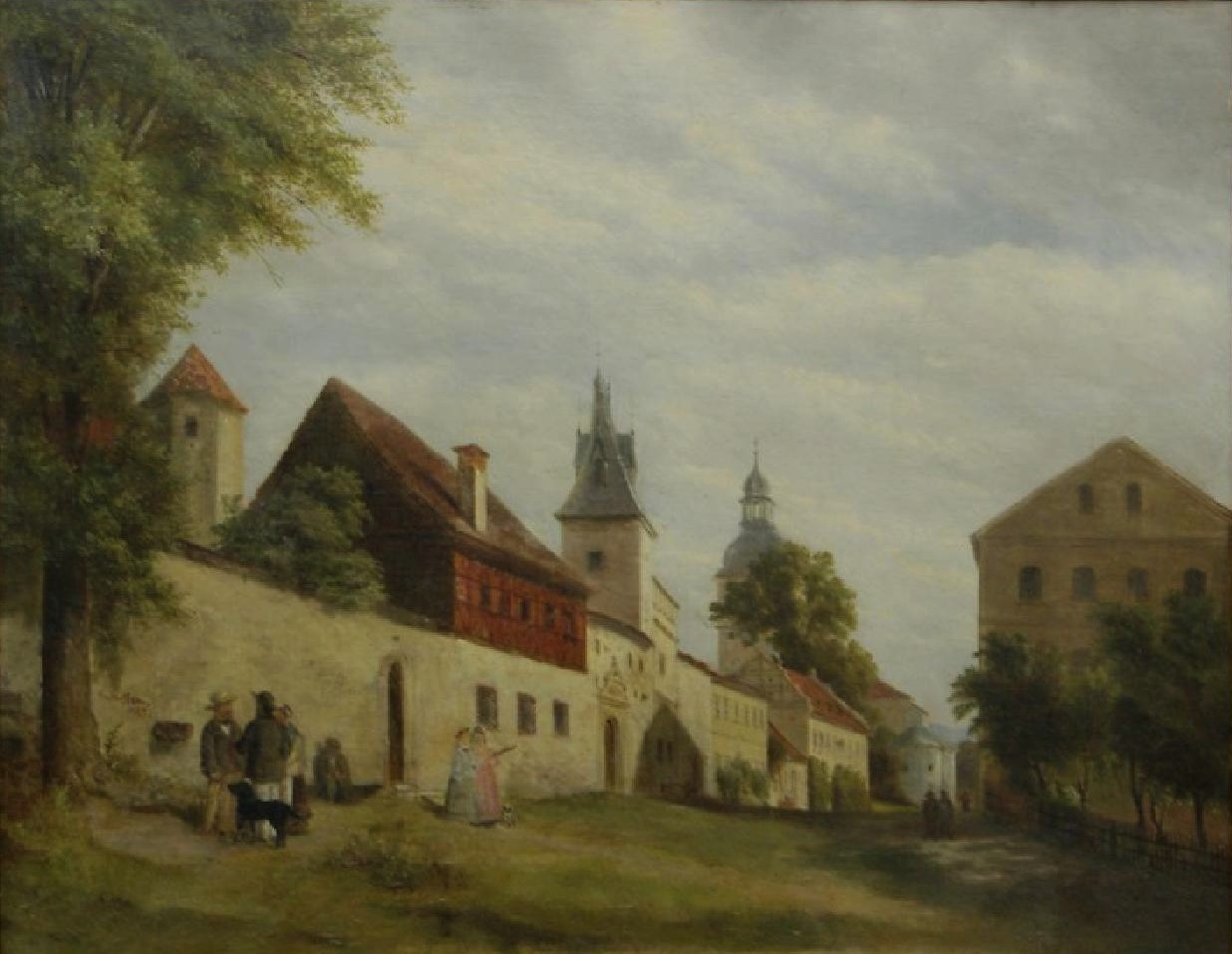
Castello di Benešov nad Ploučnicí in un dipinto del XIX secolo

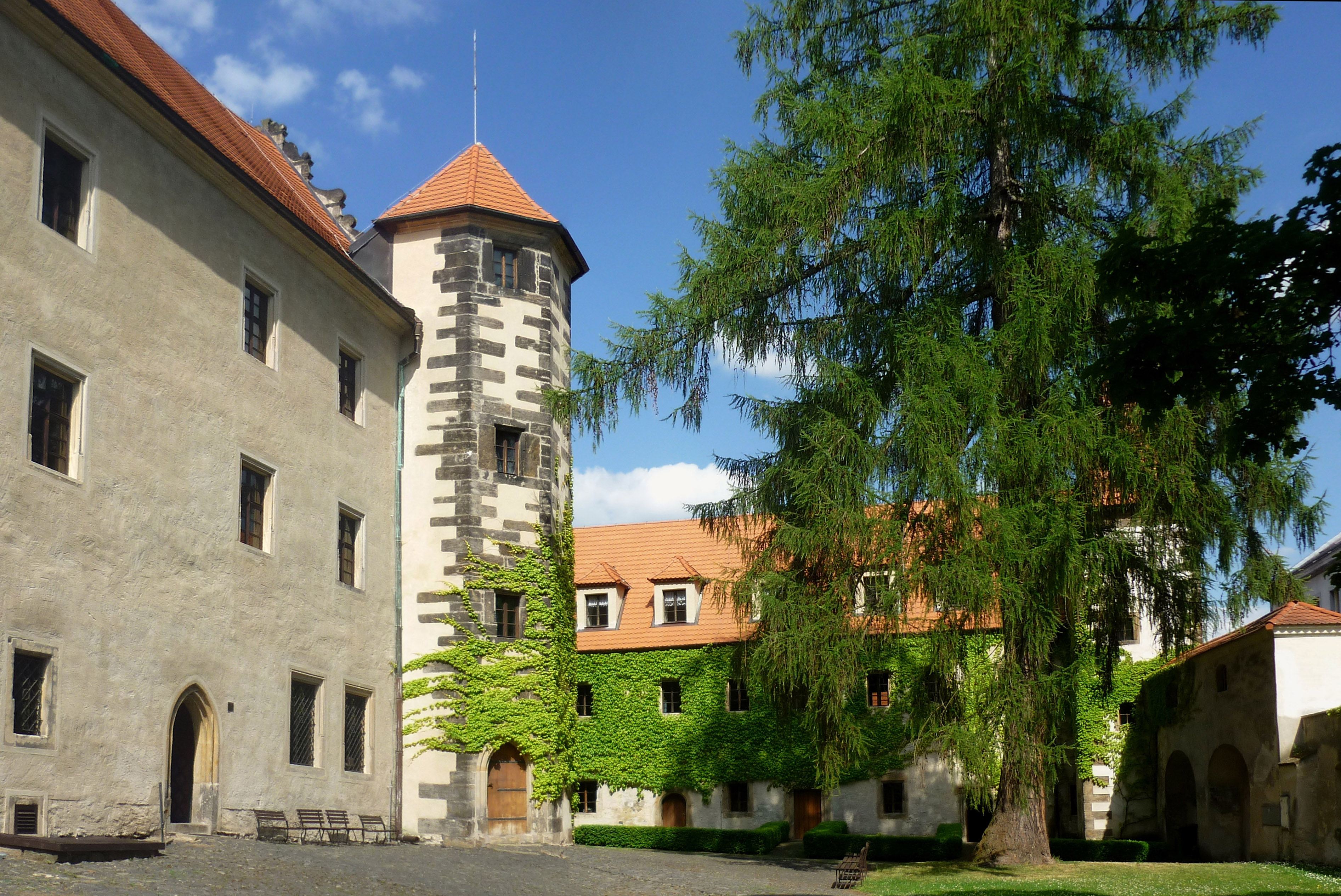
Castello superiore

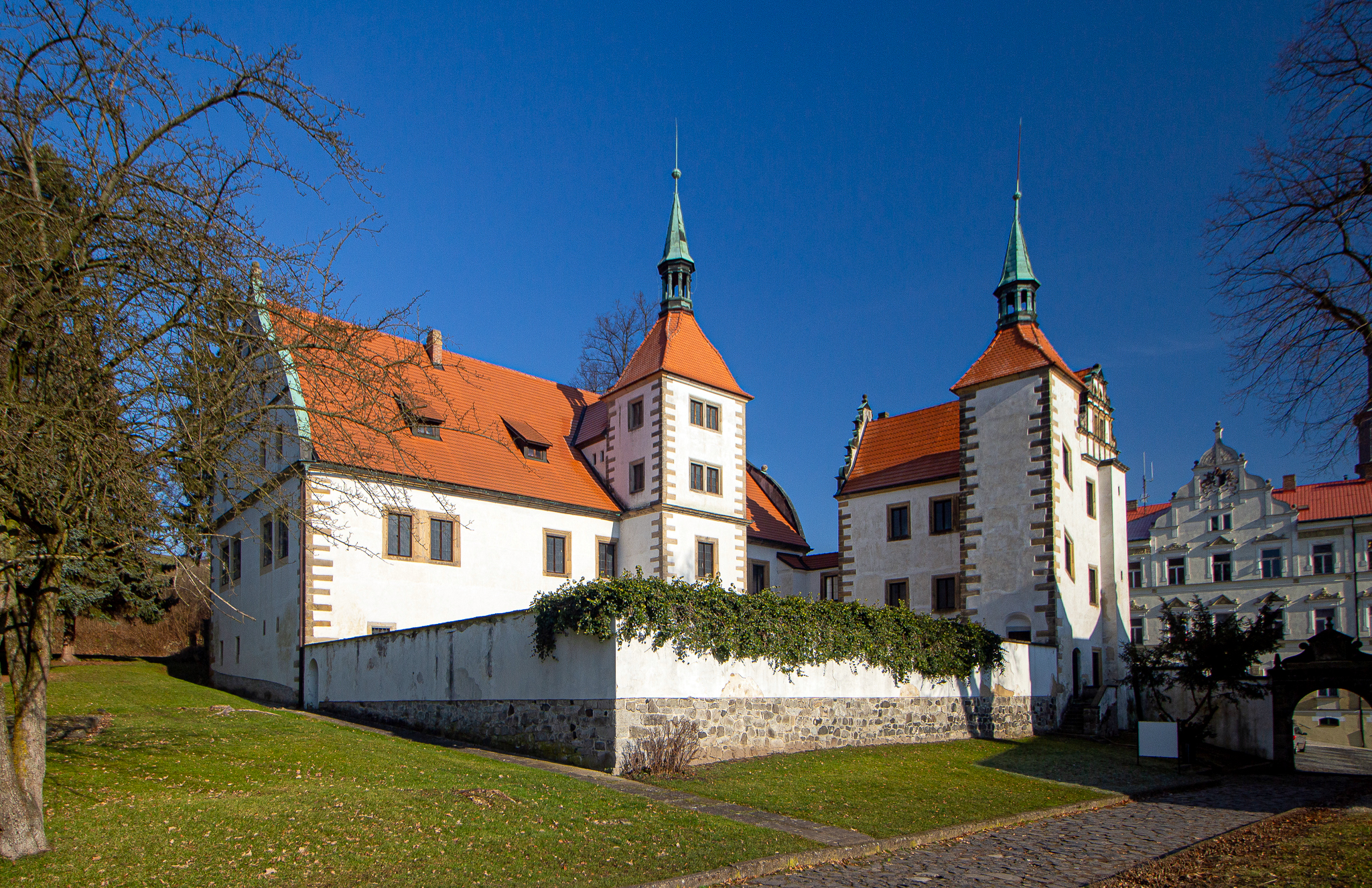
Castello inferiore

Le prime menzioni storiche della città di Benešov nad Ploučnicí risalgono alla metà del XIV secolo e le informarzioni relative alla fortezza citano come proprietari originali i membri della famiglia Markvartic. A questa prima famiglia seguirono i Michalic, i Vartenber e i Trčka di Lípa. Nel 1515 il castello fu acquistato dalla famiglia Salhausen di Míšně e sotto di loro il castello raggiunse il massimo sviluppo. Dal 1522 la famiglia Salhausen fece edificare il cosiddetto Castello superiore con annessa torre ottagonale che fu completata nel XVII secolo. Allo stesso tempo, era in corso la ricostruzione del cosiddetto Castello inferiore nello stile tardo gotico e rinascimentale (il cosiddetto Rinascimento sassone). Nella seconda metà del XVII secolo al castello fu aggiunta l'ala detta del lupo. Entrambi i castelli furono poi divisi per via ereditaria sino alla fine della seconda guerra mondiale quando il castello inferiore fu acquistato dal conte Kinský di Vchynice e dopo la sua morte fu venduto a Jan di Aldringen. Il castello superiore intanto passò alla famiglia Thun. Entrambi i proprietari abitavano in altri possedimenti e i castelli divennero una semplice residenza estiva. Gli ultimi proprietari del castello inferiore furono i Grohmann, industriali del tessile. Dopo il 1945 il complesso divenne proprietà privata cecoslovacca e cominciò a deteriorarsi. Nel 1961 divenne castello statale e da quel momento iniziarono i lavori di restauro e ricostruzione. Nel 1969 il castello venne devastato da un incendio bruciò e fu necessario un nuovo restauro.

## Descrizione

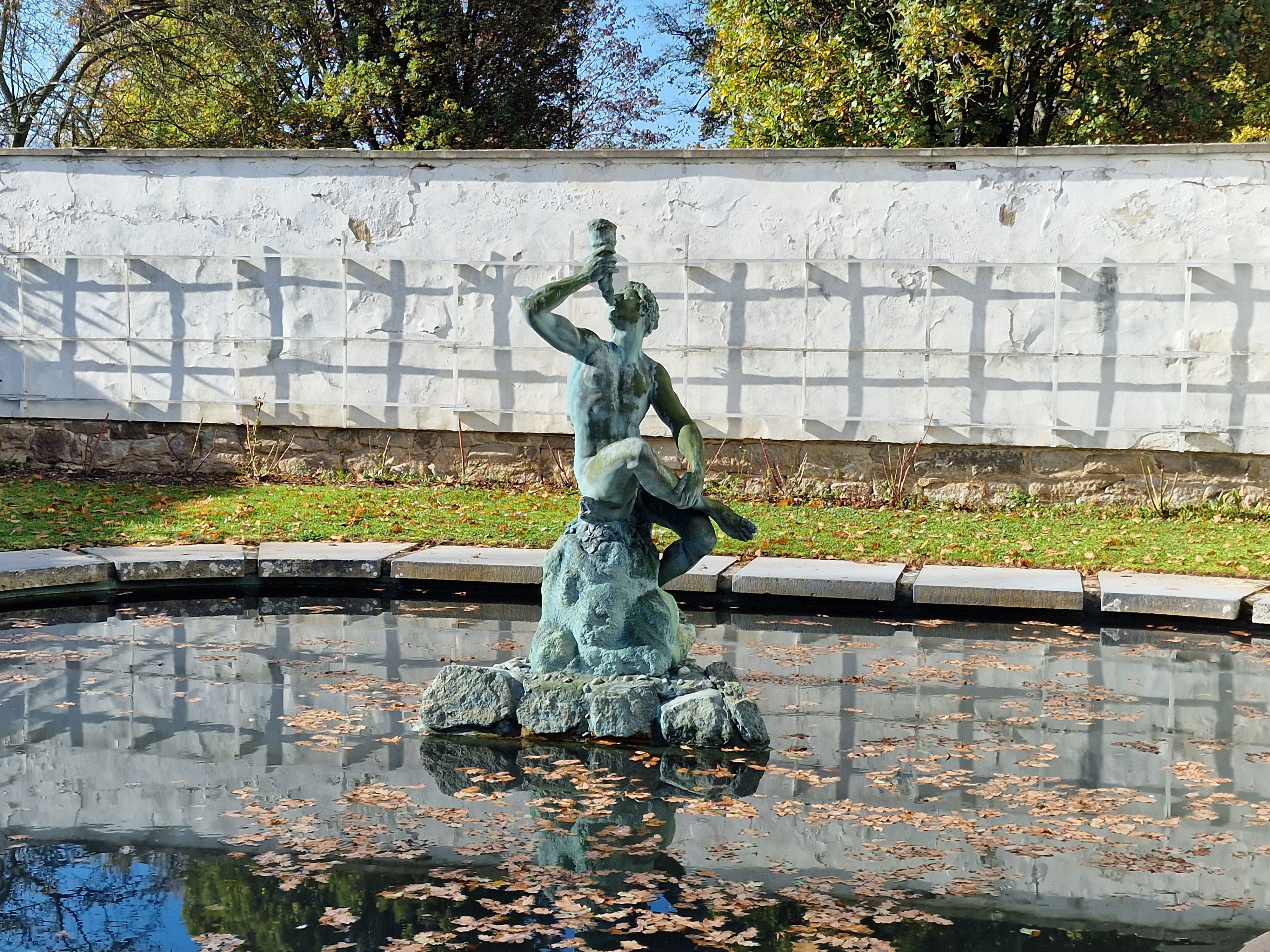
Fontana con copia della statua raffigurante il Tritone di Adriaen de Vries

Il complesso del castello di Benešovský, costituito dai castelli superiore e inferiore, si trova nella città di Benešov nad Ploučnicí, Regione di Ústí nad Labem nella Repubblica Ceca. Rappresenta uno degli esempi più importanti del cosiddetto Rinascimento sassone. Nel Castello inferiore si sono conservati intatti il piano terra a volte e i soffitti a travi. L'ala detta del Lupo ha un tetto a due falde rettangolari con timpani rinascimentali e una torre che si affaccia sul cortile. Il Castello superiore è stato reso accessibile dopo una completa ricostruzione nel 1999. L'aspetto rinascimentale unico di entrambi gli edifici è rimarcato da mostre locali di mobili d'epoca, porcellane, armi, dipinti e grafica, nonché da artigianato artistico, che rievoca la vita della piccola nobiltà locale del XVI e XVII secolo. Nel cortile del castello si trova una copia della statua raffigurante il Tritone del maestro olandese Adriaen de Vries.

### Monumento culturale della Repubblica Ceca
La tutela dei monumenti della Repubblica Ceca considera il castello di Benešov nad Ploučnicí un monumento culturale tutelato col numero di catalogo 1000146832.